# Arbutus xalapensis
Arbutus xalapensis Kunth, 1819, comunemente nota come Texas Madrone o Texas Madroño, è una pianta angiosperma della famiglia delle Ericacee.

## Descrizione
È un ampio cespuglio o un albero sempreverde di taglia piccolo-media, che cresce fino a 5-25 m di altezza, ha un tronco di diametro fino a 50 cm, con la corteccia liscia di colore arancione-marrone che si sfoglia in fogli sottili. 
La dimensione varia regionalmente a seconda della quantità disponibile di acqua piovana, con piante piccole e a cespuglio nelle aree secche, come il Texas occidentale e il New Mexico, e alberi più grandi nelle aree più umide del Messico.
Le piante che crescono in Texas, New Mexico e nel settore nordorientale del Messico da alcuni Autori sono raggruppate in una varietà distinta,  A. xalapensis var. texana.
Le foglie sono da oblunghe a lanceolate, lunghe 5-17 cm e larghe 1,5-5 cm, con margine intero o serrato. I fiori sono a forma di campana, di colore bianco o rosa pallido, lunghi 5-10 mm, prodotti in singole pannocchie. Il frutto è una bacca commestibile rossa dalla superficie corrugata di diametro pari a 1 cm, che contiene numerosi piccoli semi.

## Distribuzione e habitat
La specie è diffusa nei territori sudoccidentali degli Stati Uniti d'America (Texas occidentale e New Mexico) e, a sud, nella maggior parte del Messico e dell'America Centrale fino al Nicaragua.
Si trova nei canyon e sulle montagne, su piani rocciosi e nei boschi di querce, ad altitudini fino ai 3000 m nei territori meridionali, ma inferiori, fino a 600 m, nei territori settentrionali.